# El Almogávar
El Almogávar fue un periódico editado en Valencia entre 1880 y 1881.

## Descripción
Este «diario ultramontano» apareció a finales de noviembre de 1880; no se publicaba los domingos. Dirigido por los hermanos José Joaquín y Gaspar Thous y Orts, surgió a raíz de la desafección que estos sentían por Cándido Nocedal y su diario El Siglo Futuro: cuando La Unión Católica ―fundada por los hermanos― y La Señera ―de personas que disentían de sus posturas― se fundieron en La Lealtad, los Thous se opusieron y fundaron por su cuenta El Almogávar. Tuvo entre sus redactores a Juan Antonio Almela, con el que Navarro Cabanes dice que «hizo grandes campañas». Sería remplazado en 1881 por El Zuavo, dirigido por los mismos hermanos, que continuaría con su numeración.